# INDIGO
INDIGO або IndIGO (Indian Initiative in Gravitational-wave Observations, Індійська ініціатива зі спостережень гравітаційних хвиль) — індійський науковий консорціум, присвячений вивченню гравітаційних хвиль. Це ініціатива зі створення передових експериментальних установок для багатоінституційного проєкту обсерваторії з гравітаційно-хвильової астрономії, яка буде розташована поблизу Аундха Нагнат, район Хінголі, штат Махараштра, Індія. Прогнозована дата введення в експлуатацію – 2030 рік.
З 2009 року Консорціум IndiGO планує дорожню карту для гравітаційно-хвильової астрономії та поетапну стратегію щодо участі Індії у створенні гравітаційно-хвильової обсерваторії в Азіатсько-Тихоокеанському регіоні. IndIGO є індійським партнером (разом із лабораторією LIGO у США) у плануванні проєкту LIGO-India, запланованого вдосконаленого детектора гравітаційних хвиль, який планується розмістити в Індії, чия концептуальна пропозиція зараз активно розглядається фінансуванням науки агентства в Індії та США. Лабораторія LIGO у співпраці з Національним науковим фондом США та партнерами Advanced LIGO з Великої Британії, Німеччини та Австралії запропонувала надати всі конструкції та обладнання для одного з трьох запланованих детекторів Advanced LIGO, які будуть встановлені, введені в експлуатацію та обслуговується індійською командою вчених на об’єкті, який буде побудовано в Індії. Було обрано ділянку поблизу Аундха Нагнат в районі Хінголі, Махараштра. У квітні 2023 року Кабінет міністрів Індії схвалив проєкт створення передового детектора гравітаційних хвиль у Махараштрі за орієнтовною вартістю 2600 рупій. Очікується, що будівництво об'єкта буде завершено до 2030 року.

## Діяльність
Консорціум IndIGO виступив ініціатором пропозиції щодо обсерваторії гравітаційних хвиль LIGO-India у співпраці з лабораторією LIGO у США. На додаток до проєкту LIGO-India, інші види діяльності IndIGO включають сприяння міжнародній співпраці в галузі гравітаційно-хвильової фізики та астрономії, започаткування сильної експериментальної програми дослідження гравітаційних хвиль в Індії, навчання студентів і молодих науковців тощо.
Обсерваторією спільно керуватимуть IndiGO та LIGO, і вона створюватиме єдину мережу разом із детекторами LIGO у США та Virgo в Італії. Конструкція детектора буде ідентична конструкції детекторів Advanced LIGO у США.

## Призначення
Основною метою IndIGO є створення детектора LIGO-India, який стане частиною всесвітньої мережі детекторів гравітаційних хвиль, що включає два детектори LIGO в США (у Генфорді та Лівінгстоні), детектори Virgo і GEO600 в Європі та детектор KAGRA в Японії. Шляхом одночасного виявлення однієї події на цих кількох детекторах можна визначити точне положення джерела гравітаційної хвилі на небесній сфері. Наприклад, перша гравітаційна хвиля, виявлена LIGO, дозволила визначити місце злиття чорних дір лише дуже приблизно, обмеживши її широкою областю неба південної півкулі. Використовуючи тріангуляцію, цю інформацію про місцезнаходження можна було б покращити, якщо сигнал було виявлено на більш ніж двох детекторах. Ще однією важливою метою IndIGO є навчання вчених для успішної роботи з детектором LIGO-India після введення в експлуатацію. Попередні дослідження показали, що детектор, розташований в Індії, значно покращить локалізацію джерел, збільшивши точність визначення небесних координат на порядок або більше, залежно від регіону неба.

## Фінансування
Додаткове фінансування, необхідне для експлуатації детектора LIGO-India, розглядалося урядом Індії під егідою його Департаменту науки і технологій і Департаменту атомної енергії. Національний науковий фонд США погодився на переміщення одного з Генфордських детекторів (L2) до LIGO-India за умови, що додаткове фінансування, необхідне для розміщення детектора в Індії, виділить приймаюча країна.

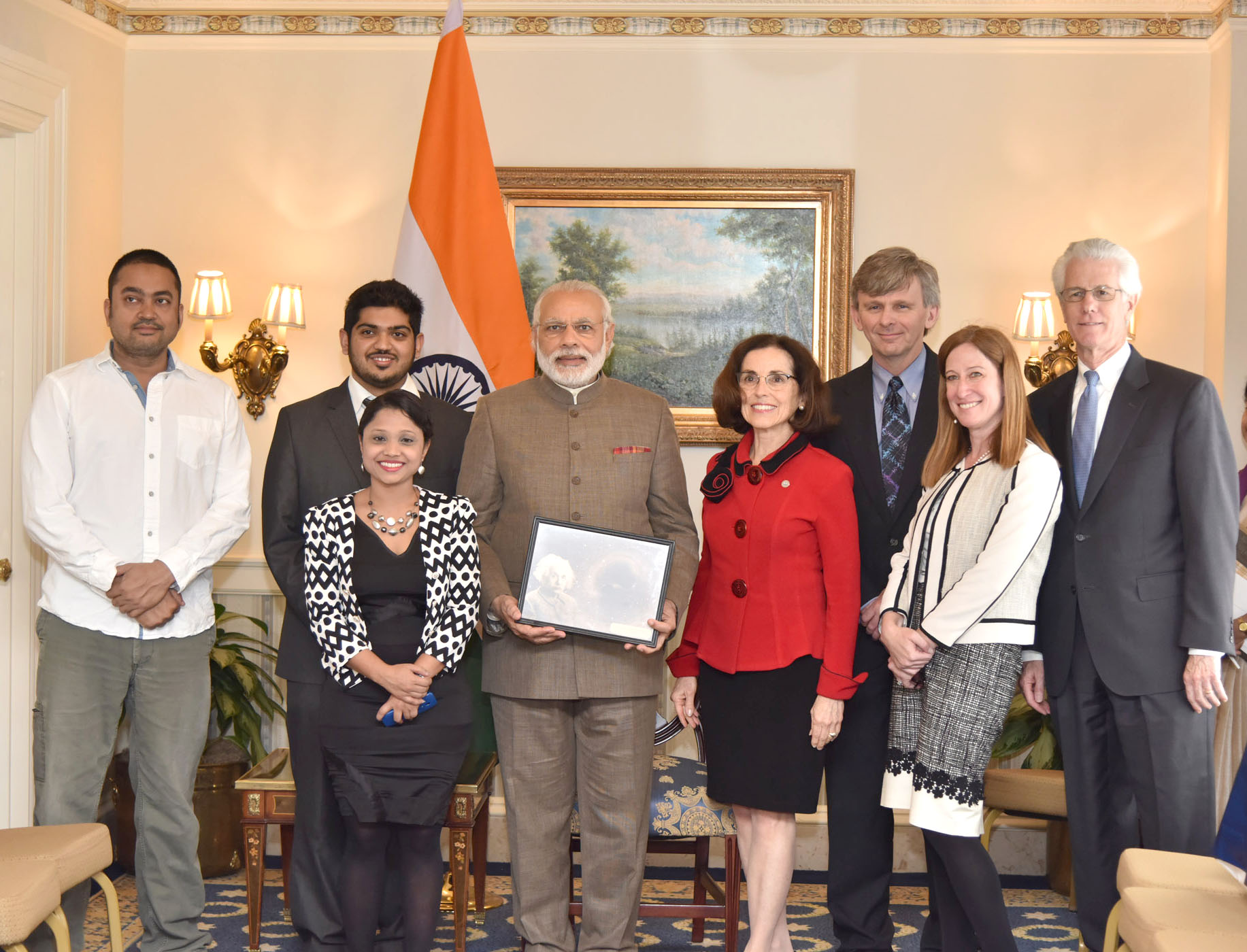
Церемонія підписання меморандуму про співпрацю між LIGO та Індією

17 лютого 2016 року, менше ніж через тиждень після оголошення LIGO про виявлення гравітаційних хвиль, прем’єр-міністр Індії Нарендра Моді оголосив, що Кабінет міністрів надав принципове схвалення проєкту LIGO-India. Індійський детектор гравітаційних хвиль стане лише шостою подібною обсерваторією у світі. Він буде схожий на два американські детектори в Генфорді, Вашингтон, і Лівінгстоні, Луїзіана. 31 березня 2016 року між Департаментом науки і технологій і Департаменту атомної енергії Індії та Національним науковим фондом США було підписано Меморандум про взаєморозуміння щодо розвитку обсерваторії в Індії.
Очікувалося, що станом на липень 2021 року проєкт коштуватиме 1200 крор індійських рупій і залежав від «повного схвалення» Кабінетом міністрів уряду Індії. У квітні 2023 року було надано повне схвалення проєкту зі створення вдосконаленого детектора гравітаційних хвиль у Махараштрі, орієнтовною вартістю 2600 крор рупій. Очікується, що будівництво об'єкта буде завершено до 2030 року.
У спільній заяві в червні 2023 року президент Джо Байден і прем’єр-міністр Нарендра Моді «привітали початок будівництва Гравітаційно-хвильової обсерваторії лазерного інтерферометра (LIGO) в Індії».

## Організація та членство
В IndiGO працюють понад 70 науковців. Три провідні установи в консорціумі IndIGO - Інститут дослідження плазми, Міжуніверситетський центр астрономії та астрофізики і Центр передових технологій Раджі Раманни. IndiGO є членом наукової колаборації LIGO.